# Санта-Мария-ин-Портико-Октавиа (титулярная диакония)
Титулярная диакония Санта-Мария-ин-Портико-Октавиа (лат. Diaconia Sanctae Mariae in Porticu) — упразднённая титулярная диакония была учреждена около 590 года Папой Григорием I близ тюрьмы децемвиров. Когда 26 июня 1662 года Папа Александр VII упразднил эту титулярную диаконию и передал её церкви Санта-Мария-ин-Портико-Кампителли, церковь, на месте которой она находилилась, фактически лежала в руинах. 

## Список кардиналов-дьяконов и кардиналов-священников титулярной диаконии Санта-Мария-ин-Портико-Октавиа
- Теодино Сансеверино, O.S.B.Cas. — (1088 — 1099);
- Романо — (около 1120 — 1135);
- Хрисогон, O.S.B.Clun. — (1134 — 1138, назначен кардиналом-священником Санта-Прасседе);
- Рибальдо — (1138 — 1139, назначен кардиналом-священником Сант-Анастазия);
- Пьетро — (1140 — 1145);
- Гвидо — (1145);
- Ги — (1145 — около 1159, до смерти);
- Гвалтерио (или Готье) — (около 1149 — около 1155, до смерти);
- Джованни Пиццути, Can.Reg. — (1157 ? — marzo 1158, назначен кардиналом-священником Сант-Анастазия);
- Джованни Конти — (февраль 1158 — 1167, назначен кардиналом-священником Сан-Марко);
- Лаборанте да Панорме — (1171 — 1179, назначен кардиналом-священником Санта-Мария-ин-Трастевере);
- Роландо Папарони — (1180 — 1189, до смерти);
- Роландо, O.S.B.Clun. — (6 марта 1185 — 4 марта 1188, до смерти);
- Григорио де Сан Апостоло — (12 марта 1188 — 1202);
- Гуала Биккьери — (1205 — 1211, назначен кардиналом-священником Санти-Сильвестро-э-Мартино-ай-Монти);
  - вакантно (1211—1262);
- Маттео Орсини — (1262 — 1305, до смерти);
- Арно де Пеллегрю — (1305 — август 1331, до смерти);
  - вакантно (1331—1361);
- Юг де Сен-Марсиаль — (17 settembre 1361 — 1403, до смерти);
  - вакантно (1403—1468);
- Джованни Баттиста Дзено — (22 ноября 1468 — март 1470, назначен кардиналом-священником Сант-Анастазия);
  - вакантно (1470—1500);
- Марко Корнер — (5 октября 1500 — 19 марта 1513, назначен кардиналом-дьяконом Санта-Мария-ин-Виа-Лата);
- Бернардо Довици Биббиена — (29 сентября 1513 — 9 ноября 1520, до смерти);
- Франческо Пизани — in commendam (27 февраля 1528 — 4 мая 1541, в отставке);
- Хуан Альварес-и-Альва де Толедо, O.P. — (4 мая — 6 июля 1541, назначен кардиналом-священником Сан-Систо);
- Антуан Сенген де Мёдон — (15 июля 1541 — 28 февраля 1550, назначен кардиналом-священником Сан-Кризогоно);
- Франческо Пизани — in commendam (28 февраля 1550 — 29 мая 1555, в отставке);
- Джироламо Дориа — (29 мая 1555 — 25 марта 1558, до смерти);
- Альфонсо Карафа — (16 декабря 1558 — 6 марта  1559, назначен кардиналом-дьяконом Санта-Мария-ин-Домника);
- Вителлоццо Вителли — (6 марта 1559 — 17 ноября 1564, назначен кардиналом-дьяконом Санта-Мария-ин-Виа-Лата);
- Инноченцо Чокки дель Монте — (17 ноября 1564 — 3 декабря 1568, назначен кардиналом-дьяконом Санта-Мария-ин-Виа-Лата);
- Франческо Альчати — (13 мая 1569 — 20 апреля 1580, до смерти);
- Ипполито де Росси — (15 января 1586 — 27 апреля 1587, назначен кардиналом-священником Сан-Бьяджо-дель-Анелло);
- Юг де Лубен де Вердаль, O.S.Io.Hier. — (15 января 1588 — 4 мая 1595, до смерти);
- Бартоломео Чези — (21 июня 1596 — 5 декабря 1611, назначен кардиналом-священником Сан-Пьетро-ин-Винколи);
- Фердинандо Гонзага — (19 ноября 1612 — 1615, в отставке);
- Фердинанд Австрийский — (29 июля 1619 — 9 ноября 1641, до смерти);
- Вирджинио Орсини, O.S.Io.Hier. — (10 февраля — 10 ноября 1642, назначен кардиналом-дьяконом Санта-Мария-Нуова);
- Винченцо Костагути — (31 августа 1643 — 23 сентября 1652, назначен кардиналом-дьяконом Сант-Анджело-ин-Пескерия);
- Франческо Майдалькини — (23 марта 1654 — 26 июня 1662, назначен кардиналом-дьяконом Санта-Мария-ин-Портико-Кампителли).

Титулярная диакония упразднена в 1662 году.